# Góbio-papagaio
O góbio-papagaio (Valenciennea strigata), é uma espécie de góbio nativo de recifes de corais do Indo-Pacífico. É um peixe que prefere viver próximo de substratos arenosos, onde constroem suas tocas. É considerado um peixe tímido, pois quando se sentem ameaçados, rapidamente se escondem. Frequentemente é visto no comércio de aquarismo.
É nativo da região do Indo-Pacífico, podendo ser encontrado em toda costa oriental africana para as Ilhas Mascarenhas e Bassas da Índia para a Indonésia, com espécimes avistados em Raja Ampat, Bali e Komodo, Nova Caledônia e Austrália para a Grande Barreira de Coral até ilhas e atóis da Polinésia.